# Häxlagarna (England)
I England, Skottland och på Irland har en rad av häxlagar styrt påföljderna för utövandet av påstått häxeri.

## Häxlagen år 1542
Utvecklingen av en lag om häxeri i England berodde mest på att man importerat tidigare "kunskaper och trender" som bildats i Europa, men det var inte förrän på 1500-talet som religiösa spänningar ledde till införandet av allvarliga följder för häxeri i England. Dessa "kunskaper och trender" kan ha intensifieras av att allmänheten började kunna själva läsa Bibeln, till exempel passagen "Du skall icke låta en trollkona leva" (Andra Mosebok 22:18). Henrik VIII av Englands lag från 1542 var den första som definierade häxeri som en grov förbrytelse, ett brott som bestraffas med döden och ett förverkande av dömda förbrytares egendom. Det var förbjudet att:
Använda eller utöva någon slags häxkonst med hjälp av onda andar, förtrollningar eller trolldom för att skaffa pengar eller skatter på ett olagligt sätt. Att förstöra en person genom att slita den i stycken, att förhäxa en person till olaglig kärlek eller för något annat som går emot lagen. Man kunde även bli fälld för att trotsa Kristus, stjäla pengar eller på något sätt vandalisera alla former av kors som har ett religiöst syfte. Att använda häxkonst, åkalla onda andar, lägga förtrollningar eller använda trolldom för att upptäcka var stulet gods och borttappade saker fanns, var även det olagligt.
Tidigare kunde de som var fällda för häxeri bli frigivna ifall de klarade av att läsa ett stycke ur bibeln. Det var ett kryphål i lagen som var till stor fördel för präster. Denna möjlighet att slippa dödas togs dock bort av lagen 1542.
De vita häxorna ansågs vara goda och skickliga på att kunna hela människor. Däremot ansågs de svarta häxorna vara onda och vilja använda sin makt för att kunna skada folk för sitt eget fromma. Häxkraft enligt lagen var maleficium, att åstadkomma fysisk skada på någon eller dess ägodelar genom förhäxningar. Häxor kunde bevisas av att de hade djur i sitt hem, så kallade spiritus familiaris, som skulle hjälpa med häxans magi och de hade ofta ovanliga namn. Andra kända metoder var vattenprovet, tortyr eller att leta efter misstänkta hudavvikelser, som födelsemärken. 
Magin som många häxor under medeltiden använde var "läkande" salvor som kunde innehålla giftiga och hallucinogena ämnen, som atropin och hyoscyamin. Vanliga ingredienser var växter som spikklubba, alruna, odört, cannabis, bolmört, belladonna och stormhatt. Odört gav förlamning i benen som skulle ge känslan av att flyga. Den mytomspunna alrunan ansågs inte magisk bara för dess kemiska substanser, utan också för att roten skulle likna en människa. En annan myt runt växten var att den avgav ett skrik när den drogs upp ur marken. Den som hörde det fasansfulla skriket skulle inte överleva. Istället var det säkrare att en hund drog upp roten med hjälp av ett rep.
Häxor brändes inte på bål i Storbritannien och de amerikanska kolonierna, där häxeri inte var ett religiöst brott. Mindre allvarliga brott straffades med en kombination av fängelse och skampåle, samtidigt som de som dödat någon genom häxeri bestraffades med hängning.
Till och med Henrik VIII:s andra hustru, Anne Boleyn, anklagades för att vara häxa och avrättades.
Hela häxlagen från 1542 upphävdes sedan, endast cirka fem år senare, av Henrik VIIIs son Edvard.

## Häxlagen 1562–1563
En mer omfattande lag mot trolldom, som kom att bli Englands mest ökända, antogs tidigt under Elisabets regim. Lagen innebar att den som "använde eller utövade häxkraft, förtrollning, eller trolldom, så att någon avled eller förstördes", gjorde sig skyldig till grovt brott, och skulle dödas.  
Här är en modern avskrift av lagen: ”Om en person skulle utöva eller använda trolleri, förtrollning eller trolldom där någon blir förstörd eller förlamad i sin egen kropp, eller genom vilka varor och boskap av en person skall förstöras, slösas bort eller minskas, då ska varje gärningsman på sitt första brott sättas i fängelse i ett helt år utan borgen, och en gång varje kvartal, stå öppet på skampålen. För att någon person eller personer som en gång dömts för samma brott som nämnda, inte ska begå samma eller liknande brott igen, så ska varje sådan gärningsmannen som begått samma brott ännu en gång lida genom döden som en brottsling och förlora rätten till prästerskap och fristad."
När en häxa för första gången blivit fälld var straffet att först stå vid en skampåle i sex timmar, och sedan tillbringa de tre kommande månaderna i fängelse. Detta upprepades ytterligare tre gånger innan hon, efter de sista tre månaderna i fängelse, frigavs. Sammanlagt så fick häxan stå vid skampålen i fyra olika städer, en ny stad för varje omgång. Genom att visa upp häxan vid fyra olika skampålar blev hon ökänd över ett stort område. Avsikten var troligtvis att varna så många människor som möjligt att en häxa, som möjligtvis var farlig, befann sig i närheten. Det vat även för att häxan inte lika lätt skulle kunna undkomma granskningen, även om hon flyttade till någon grannstad efter att hon frigetts. Detta straffsystem gjorde dock att de lokala myndigheterna fick problem med kostnader, eftersom de var tvungna att transportera den dömda häxan fram och tillbaka.
Häxlagen 1562–1563 utvidgades senare ytterligare av Elisabets efterträdare, Jakob I.  
Under senare år författades flera nya häxlagar. Till exempel kom en lag som enbart gällde för personer som låtsades använda magi år 1735. Denna lag upphävdes inte förrän 1951, några år efter att mediet Helen Duncan blivit åtalad.